# Liste des titres musicaux numéro un en Autriche en 2005
Cette page liste les titres numéro un dans les meilleures ventes de disques en Autriche pour l'année 2005.

## Classement des singles
| №  | Date         | Artiste                       | Titre            |
| -- | ------------ | ----------------------------- | ---------------- |
| 1  | 7 janvier    | Nu Pagadi                     | Sweetest Poison  |
| 2  | 14 janvier   | Nu Pagadi                     | Sweetest Poison  |
| 3  | 21 janvier   | Schnappi, das kleine Krokodil | Schnappi         |
| 4  | 28 janvier   | Schnappi, das kleine Krokodil | Schnappi         |
| 5  | 4 février    | Schnappi, das kleine Krokodil | Schnappi         |
| 6  | 11 février   | Schnappi, das kleine Krokodil | Schnappi         |
| 7  | 18 février   | Schnappi, das kleine Krokodil | Schnappi         |
| 8  | 25 février   | Schnappi, das kleine Krokodil | Schnappi         |
| 9  | 4 mars       | Schnappi, das kleine Krokodil | Schnappi         |
| 10 | 11 mars      | Schnappi, das kleine Krokodil | Schnappi         |
| 11 | 18 mars      | Schnappi, das kleine Krokodil | Schnappi         |
| 12 | 25 mars      | Schnappi, das kleine Krokodil | Schnappi         |
| 13 | 1er avril    | Schnappi, das kleine Krokodil | Schnappi         |
| 14 | 8 avril      | Fettes Brot                   | Emanuela         |
| 15 | 15 avril     | Fettes Brot                   | Emanuela         |
| 16 | 22 avril     | Fettes Brot                   | Emanuela         |
| 17 | 29 avril     | Fettes Brot                   | Emanuela         |
| 18 | 6 mai        | 50 Cent feat. Olivia          | Candy Shop       |
| 19 | 13 mai       | Ch!pz                         | Cowboy           |
| 20 | 20 mai       | Ch!pz                         | Cowboy           |
| 21 | 27 mai       | Ch!pz                         | Cowboy           |
| 22 | 3 juin       | Akon                          | Lonely           |
| 23 | 10 juin      | Akon                          | Lonely           |
| 24 | 17 juin      | Akon                          | Lonely           |
| 25 | 24 juin      | Akon                          | Lonely           |
| 26 | 1er juillet  | Akon                          | Lonely           |
| 27 | 8 juillet    | Akon                          | Lonely           |
| 28 | 15 juillet   | Akon                          | Lonely           |
| 29 | 22 juillet   | Akon                          | Lonely           |
| 30 | 29 juillet   | Akon                          | Lonely           |
| 31 | 5 août       | Rising Girl                   | Rising Girl      |
| 32 | 12 août      | Rising Girl                   | Rising Girl      |
| 33 | 19 août      | Rising Girl                   | Rising Girl      |
| 34 | 26 août      | Juanes                        | La camisa negra  |
| 35 | 2 septembre  | Tokio Hotel                   | Durch den Monsun |
| 36 | 9 septembre  | Tokio Hotel                   | Durch den Monsun |
| 37 | 16 septembre | Tokio Hotel                   | Durch den Monsun |
| 38 | 23 septembre | Tokio Hotel                   | Durch den Monsun |
| 39 | 30 septembre | Tokio Hotel                   | Durch den Monsun |
| 40 | 7 octobre    | Tokio Hotel                   | Durch den Monsun |
| 41 | 14 octobre   | Sugababes                     | Push the Button  |
| 42 | 21 octobre   | Sugababes                     | Push the Button  |
| 43 | 28 octobre   | Sugababes                     | Push the Button  |
| 44 | 4 novembre   | Sugababes                     | Push the Button  |
| 45 | 11 novembre  | Sugababes                     | Push the Button  |
| 46 | 18 novembre  | Madonna                       | Hung Up          |
| 47 | 25 novembre  | Madonna                       | Hung Up          |
| 48 | 2 décembre   | Madonna                       | Hung Up          |
| 49 | 9 décembre   | Madonna                       | Hung Up          |
| 50 | 16 décembre  | Madonna                       | Hung Up          |
| 51 | 23 décembre  | Madonna                       | Hung Up          |
| 52 | 30 décembre  | Madonna                       | Hung Up          |

## Classement des albums
| №  | Date         | Artiste                                                    | Titre                        |
| -- | ------------ | ---------------------------------------------------------- | ---------------------------- |
| 1  | 7 janvier    | Robbie Williams                                            | Greatest Hits                |
| 2  | 14 janvier   | Söhne Mannheims                                            | Noiz                         |
| 3  | 21 janvier   | Orchestre philharmonique de Vienne Direction: Lorin Maazel | Neujahrskonzert 2005         |
| 4  | 28 janvier   | Orchestre philharmonique de Vienne Direction: Lorin Maazel | Neujahrskonzert 2005         |
| 5  | 4 février    | Austria for Asia                                           | Deine Hilfe wird gebraucht   |
| 6  | 11 février   | Austria for Asia                                           | Deine Hilfe wird gebraucht   |
| 7  | 18 février   | Green Day                                                  | American Idiot               |
| 8  | 25 février   | Green Day                                                  | American Idiot               |
| 9  | 4 mars       | Ray Charles                                                | Genius Loves Company         |
| 10 | 11 mars      | Schnappi, das kleine Krokodil                              | Schnappi und Seine Freunde   |
| 11 | 18 mars      | Schnappi, das kleine Krokodil                              | Schnappi und Seine Freunde   |
| 12 | 25 mars      | Schnappi, das kleine Krokodil                              | Schnappi und Seine Freunde   |
| 13 | 1er avril    | Nena                                                       | Willst du mit mir gehn       |
| 14 | 8 avril      | Nena                                                       | Willst du mit mir gehn       |
| 15 | 15 avril     | Wir sind Helden                                            | Von hier an blind            |
| 16 | 22 avril     | Wir sind Helden                                            | Von hier an blind            |
| 17 | 29 avril     | Wir sind Helden                                            | Von hier an blind            |
| 18 | 6 mai        | Bruce Springsteen                                          | Devils and Dust              |
| 19 | 13 mai       | Wir sind Helden                                            | Von hier an blind            |
| 20 | 20 mai       | Wir sind Helden                                            | Von hier an blind            |
| 21 | 27 mai       | System of a Down                                           | Mezmerize                    |
| 22 | 3 juin       | System of a Down                                           | Mezmerize                    |
| 23 | 10 juin      | System of a Down                                           | Mezmerize                    |
| 24 | 17 juin      | Coldplay                                                   | X&Y                          |
| 25 | 24 juin      | Coldplay                                                   | X&Y                          |
| 26 | 1er juillet  | Coldplay                                                   | X&Y                          |
| 27 | 8 juillet    | Coldplay                                                   | X&Y                          |
| 28 | 15 juillet   | Banaroo                                                    | Banaroo’s World              |
| 29 | 22 juillet   | Banaroo                                                    | Banaroo’s World              |
| 30 | 29 juillet   | Banaroo                                                    | Banaroo’s World              |
| 31 | 5 août       | Söhne Mannheims                                            | Power of the Sound           |
| 32 | 12 août      | Banaroo                                                    | Banaroo’s World              |
| 33 | 19 août      | Banaroo                                                    | Banaroo’s World              |
| 34 | 26 août      | Banaroo                                                    | Banaroo’s World              |
| 35 | 2 septembre  | Banaroo                                                    | Banaroo’s World              |
| 36 | 9 septembre  | Hansi Hinterseer                                           | So ein schöner Tag           |
| 37 | 16 septembre | The Rolling Stones                                         | A Bigger Bang                |
| 38 | 23 septembre | The Rolling Stones                                         | A Bigger Bang                |
| 39 | 30 septembre | Bon Jovi                                                   | Have a Nice Day              |
| 40 | 7 octobre    | Bon Jovi                                                   | Have a Nice Day              |
| 41 | 14 octobre   | Bon Jovi                                                   | Have a Nice Day              |
| 42 | 21 octobre   | Tokio Hotel                                                | Schrei                       |
| 43 | 28 octobre   | Depeche Mode                                               | Playing the Angel            |
| 44 | 4 novembre   | Robbie Williams                                            | Intensive Care               |
| 45 | 11 novembre  | Rammstein                                                  | Rosenrot                     |
| 46 | 18 novembre  | Kiddy Contest Kids                                         | Kiddy Contest Vol. 11        |
| 47 | 25 novembre  | Madonna                                                    | Confessions on a Dance Floor |
| 48 | 2 décembre   | Kiddy Contest Kids                                         | Kiddy Contest Vol. 11        |
| 49 | 9 décembre   | Xavier Naidoo                                              | Telegramm für X              |
| 50 | 16 décembre  | Kiddy Contest Kids                                         | Kiddy Contest Vol. 11        |
| 51 | 23 décembre  | Robbie Williams                                            | Intensive Care               |
| 52 | 30 décembre  | Robbie Williams                                            | Intensive Care               |

## Hit-Parade de l'année
| Singles | Alben |
| --- | --- |
| 1. Schnappi, das kleine Krokodil – Schnappi 2. Tokio Hotel – Durch den Monsun 3. Akon – Lonely 4. Ch!pz – Ch!pz in black 5. Sugababes – Push the Button 6. Fettes Brot – Emanuela 7. Melanie C – First Day Of My Life 8. Jay-Z und Linkin Park – Numb/Encore 9. Die Firma – Die Eine 2005 10. Juanes – La camisa negra | 1. Green Day – American Idiot 2. Kiddy Contest Kids – Kiddy Contest Vol. 11 3. Robbie Williams – Intensive Care 4. Söhne Mannheims – Noiz 5. Wir sind Helden – Von Hier An Blind 6. Robbie Williams – Greatest Hits 7. Kiddy Contest Kids – Kiddy Contest Vol. 10 8. Coldplay – X&Y 9. Nena – Willst Du Mit Mir Gehen 10. Tokio Hotel – Schrei |